# Kanton Azay-le-Rideau
Kanton Azay-le-Rideau (francouzsky Canton d'Azay-le-Rideau) je francouzský kanton v departementu Indre-et-Loire v regionu Centre-Val de Loire. Tvoří ho 12 obcí.

## Obce kantonu
- Azay-le-Rideau
- Bréhémont
- La Chapelle-aux-Naux
- Cheillé
- Lignières-de-Touraine
- Rigny-Ussé
- Rivarennes
- Saché
- Saint-Benoît-la-Forêt
- Thilouze
- Vallères
- Villaines-les-Rochers